# Rezerwat przyrody Chomontowszczyzna
Rezerwat przyrody Chomontowszczyzna – rezerwat przyrody położony we wschodniej części województwa podlaskiego, na terenie gminy Gródek, w powiecie białostockim. Leży w granicach Parku Krajobrazowego Puszczy Knyszyńskiej. Celem ochrony przyrody w rezerwacie jest zachowanie ze względów naukowych i dydaktycznych fragmentu Puszczy Knyszyńskiej odznaczającego się wysokim stopniem naturalności, stanowiącym ostoję wolno żyjącego stada żubrów.

## Opis
Rezerwat przyrody Chomontowszczyzna utworzony został 31 sierpnia 1999 na mocy zarządzenia Wojewody Podlaskiego z dnia 10 sierpnia 1999. Rezerwat znajduje się na gruntach będących własnością Skarbu Państwa, administrowanych przez Regionalnego Dyrektora Ochrony Środowiska w Białymstoku, Nadleśnictwo Waliły. Rezerwat położony na terenie leśnictwa Radunin.
Stworzony dla ochrony fragmentu Puszczy Knyszyńskiej odznaczającego się wysokim stopniem naturalności, stanowiącym ostoję wolnożyjącego stada żubrów. Realizowana jest tu także ochrona łąk śródleśnych oraz dolin strumieni porośniętych lasami łęgowymi, olsami i wilgotnymi grądami, z licznymi gatunkami roślin chronionych i rzadkich. 

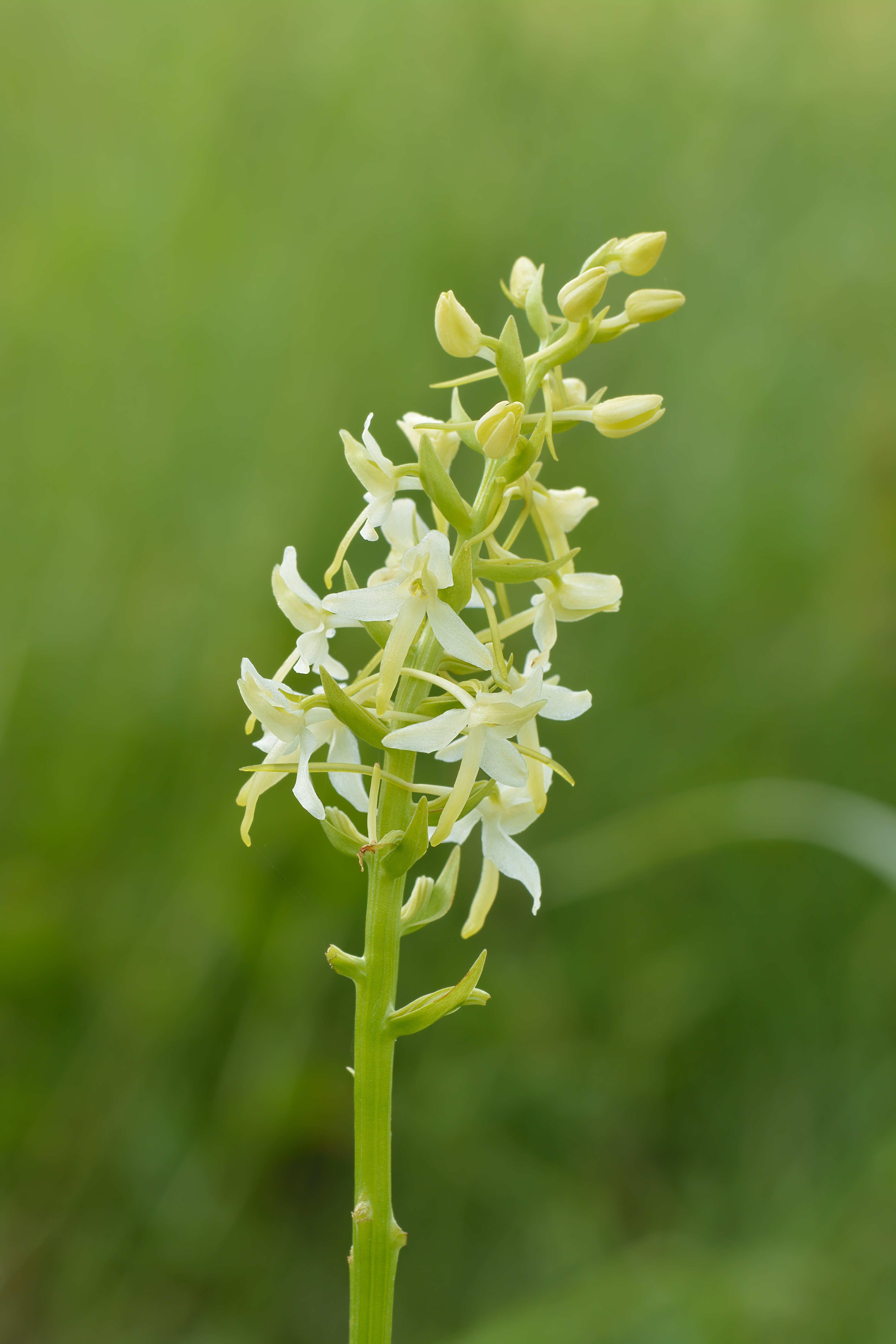
Podkolan biały

Na obszarze rezerwatu wyróżniono osiem siedliskowych typów lasu, spośród których dominują siedliska lasu mieszanego bagiennego – 64,6%. Znaczny jest udział siedlisk lasu świeżego – 13,0% powierzchni i lasu wilgotnego – 12,3%. Pozostałe siedliska nie przekraczają 3% powierzchni i są to: bór mieszany świeży, bór mieszany wilgotny, las mieszany świeży, las mieszany wilgotny i ols. Dominującymi gatunkami w drzewostanach są brzoza brodawkowata i brzoza omszona, świerk pospolity, olsza czarna oraz sosna z domieszkami klonu, lipy, dębu, grabu, wiązu, jesionu, wierzby iwy i modrzewia. W rezerwacie dominują dobrze zachowane leśne zbiorowiska roślinne. Występują tu także ciekawe zbiorowiska łąk śródleśnych.
Obszar ten odznacza się bogactwem florystycznym oraz licznymi gatunkami roślin chronionych i rzadkich. Flora rezerwatu liczy ponad 250 gatunków roślin naczyniowych. Podczas prac nad planem ochrony rezerwatu w 2004, stwierdzono tu występowanie 220 gatunków roślin, w tym 12 gatunków drzew, 12 gatunków krzewów, 153 gatunków ziół, 15 gatunków skrzypów, widłaków i paprotników oraz 28 gatunków mszaków. Z rzadkich w północno-wschodniej Polsce gatunków chronionych, występuje podkolan biały, listera jajowata, listera sercowata, kukułka plamista, kukułka szerokolistna, kruszczyk błotny, kruszczyk szerokolistny, wielosił błękitny oraz wroniec widlasty. Na terenie rezerwatu, w uroczysku Piereciosy rozegrała się 29 kwietnia 1863 r.  największa bitwa na obszarze Puszczy Knyszyńskiej w okresie Powstania Styczniowego.